# The Silent Partner (film 1923)
The Silent Partner è un film muto del 1923 diretto da Charles Maigne. Prodotto dalla Famous Players-Lasky Corporation e distribuito dalla Paramount Pictures, aveva come interpreti Leatrice Joy, Owen Moore, Robert Edeson, Robert Schable.
La sceneggiatura di Sada Cowan si basa sull'omonimo racconto di Maximilian Foster pubblicato su Harper's Monthly nel maggio 1908.

## Trama

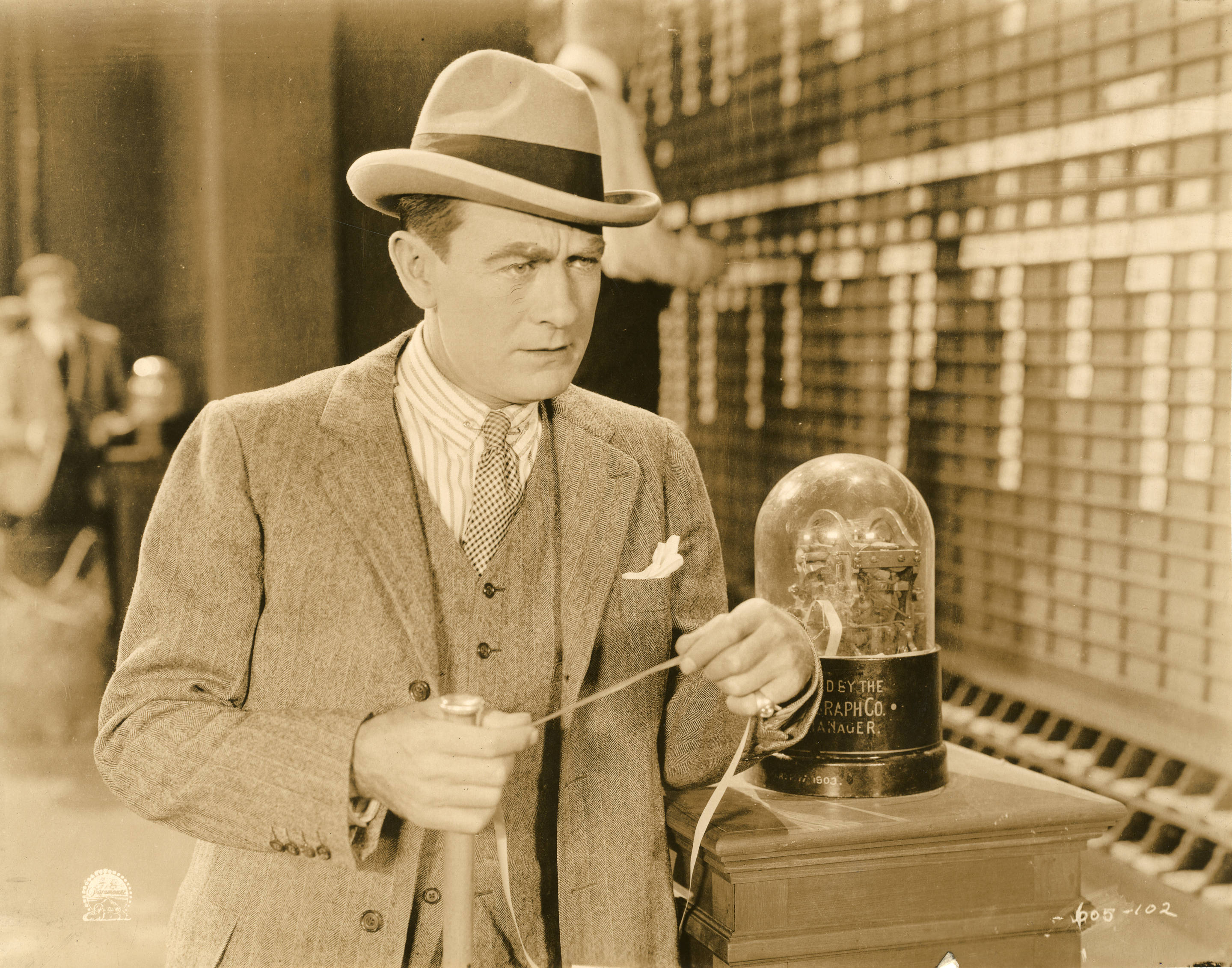
Owen Moore

Lisa Coburn diventa il "socio silenzioso" del marito George. Mentre lui investe a Wall Street, lei risparmia sul denaro che lui le dà, evitando vestiti costosi e gioielli dispendiosi. Quando le speculazioni di George subiscono un crollo e lui perde tutto, Lisa è in grado di mettergli a disposizione il denaro che gli serve.

## Produzione
Il film fu prodotto dalla Famous Players-Lasky Corporation.

## Distribuzione
Il copyright del film, richiesto dalla Famous Players-Lasky Corp., fu registrato il 22 agosto 1923 con il numero LP19325.

Distribuito dalla Paramount Pictures, il film fu presentato in prima a New York il 20 agosto 1923, uscendo nelle sale il 16 settembre. La Famous-Lasky Film Service lo distribuì nel Regno Unito (24 luglio 1924), in Canada e in Australia.
Non si conoscono copie ancora esistenti della pellicola che viene considerata presumibilmente perduta.